# Erythrina elenae
Erythrina elenae é uma espécie vegetal da família Fabaceae.
Apenas pode ser encontrada no seguinte país: Cuba.
Está ameaçada por perda de habitat.